# Andrea Vötter
Andrea Vötter, née le 3 avril 1995 à Bressanone, est une lugeuse italienne.

## Palmarès

### Championnats du monde de luge
- médaille d'or en sprint double féminin en 2024.
- médaille de bronze en double féminin en 2023.
- médaille de bronze en sprint double féminin en 2023.

### Coupe du monde
- 2 gros globe de cristal en double : 2023 et 2024.
- 2 petits globe de cristal en double : 
  - Vainqueur du classement sprint en 2023.
  - Vainqueur du classement classique en 2023.
- 22  podiums en double : 
  - en double :  5  victoires, 6 deuxièmes places et 6 troisièmes places.
  - en sprint :   1  victoire, 3 deuxièmes places et 1 troisième place.
- 1 podium en double mixte : 1 troisième place.
- 3 podiums en relais : 3 troisièmes places.

### Championnats d'Europe de luge
- médaille d'or en double féminin en 2023.
- médaille d'or en relais mixte en 2019.
- médaille d'argent en relais mixte en 2020.